# Fenylaceton
Fenylaceton is een organische verbinding met als brutoformule C9H10O.  De stof is in oudere teksten ook bekend als BMK (benzylmethylketon).  Het is een kleurloze, viskeuze vloeistof met een zeer sterke en indringende geur.  De stof is onoplosbaar in water.

## Synthese
Er bestaan heel wat methoden om fenylaceton te bereiden. Een eenvoudige bereidingswijze is de Friedel-Craftsalkylering van benzeen met chlooraceton:
Andere manieren om de stof te synthetiseren zijn:
- de reactie van fenylacetaat met lood(II)acetaat
- een reactie van benzaldehyde met nitro-ethaan, waardoor fenyl-2-nitropropeen wordt gevormd. Dit wordt verder, in een zuur milieu, gereduceerd tot fenylaceton.

## Toepassingen
Fenylaceton wordt voornamelijk gebruikt bij de productie van amfetamine (speed) en methamfetamine (crystal meth).